# Barativka, Novîi Buh
Barativka (în ucraineană Баратівка) este localitatea de reședință a comunei Barativka din raionul Novîi Buh, regiunea Mîkolaiiv, Ucraina.

## Demografie
Componența lingvistică a localității Barativka
     Ucraineană (97,08%)
     Rusă (2,52%)
     Alte limbi (0,4%)
Conform recensământului din 2001, majoritatea populației localității Barativka era vorbitoare de ucraineană (97,08%), existând în minoritate și vorbitori de rusă (2,52%).